# Melanezja

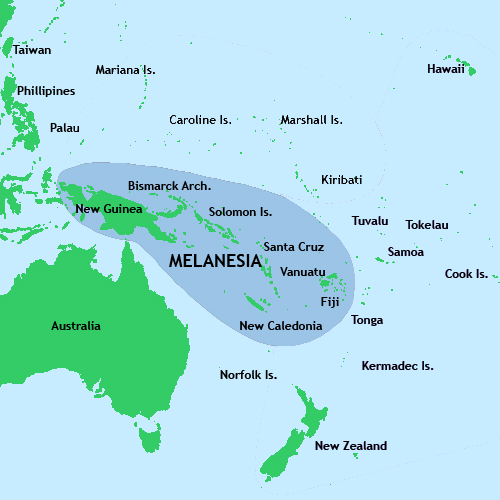
Zasięg geograficzny Melanezji

Melanezja (z stgr. μέλας melas „czarny” + νῆσος nesos „wyspa”) – zachodnia część Oceanii. Wyspy Melanezji są przeważnie pochodzenia wulkanicznego, rzadziej koralowego, przy czym Nowa Gwinea to wyspa kontynentalna. Ich łączna powierzchnia wynosi 925 tys. km², a zamieszkuje je blisko 6,7 mln osób, głównie Papuasów i Melanezyjczyków.

## Wyspy Melanezji
| Wyspy                          | Powierzchnia w tys. km² | Ludność w tys. | Główne miasto¹          |
| ------------------------------ | ----------------------- | -------------- | ----------------------- |
| Nowa Gwinea                    | 785,0                   | 4700           | Port Moresby i Jayapura |
| Archipelag Bismarcka           | 49,7                    | 314            | Rabaul                  |
| Wyspy Salomona                 | 40,4                    | 459            | Honiara                 |
| Wyspy Santa Cruz               | 1,0                     | 5,4            |                         |
| Nowa Kaledonia                 | 16,8                    | 179            | Numea                   |
| Vanuatu (dawniej Nowe Hebrydy) | 14,8                    | 156            | Port Vila               |
| Fidżi                          | 18,3                    | 760            | Suva                    |
| Melanezja                      | 925                     | 6665           |                         |

¹ stolica, ośrodek administracyjny, względnie największe miasto; jeżeli wyspy podzielone są na więcej jednostek politycznych podane są oba ośrodki administracyjne

## Podział polityczny
Podział polityczny Melanezji:

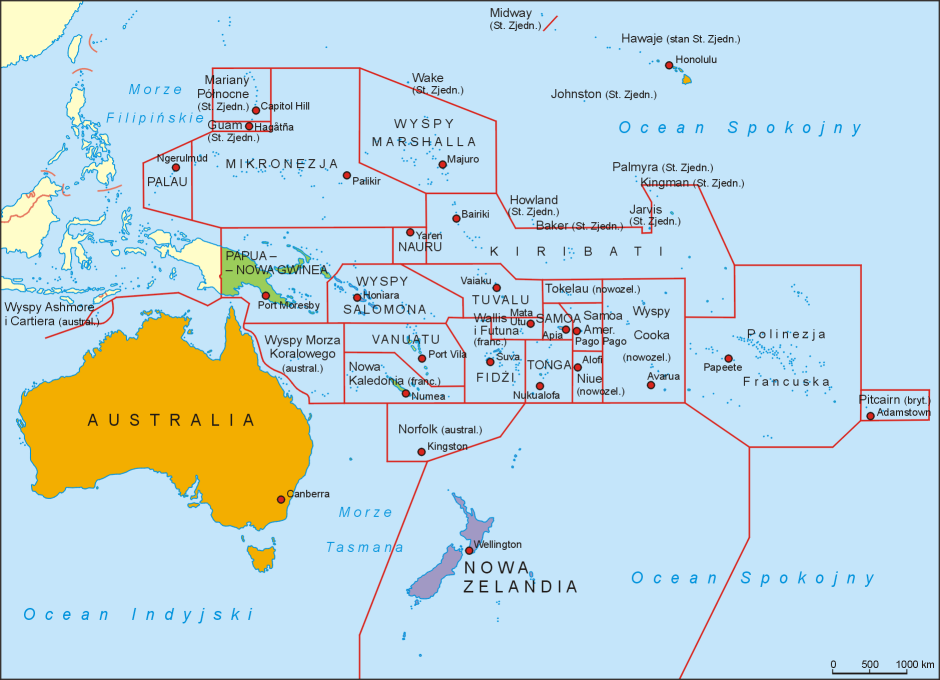
Mapa polityczna Oceanii

- niezależne państwa: Fidżi, Indonezja (prowincje: Papua Zachodnia, Papua, Papua Środkowa[1], Papua Górska[1], Papua Południowa[1]), Papua-Nowa Gwinea, Wyspy Salomona, Vanuatu.
- posiadłość francuska: Nowa Kaledonia.